# Apu (divinità)
Gli Apu, nella religione e nella mitologia di Perù, Ecuador e Bolivia, sono gli spiriti delle montagne che proteggono le persone che si avventurano sui monti. Il termine si fa risalire all'impero inca.

## Significati di Apu
Il termine "apu" ha numerosi possibili significati, a seconda del contesto in cui viene usato:
- Un dio o un essere superiore. Lo spirito della montagna sacra; il più potente di tutti gli spiriti della natura
- La montagna sacra, casa degli antenati
- Un capo, un signore, o una figura autoritaria. Una delle quattro persone a comando dei quattro suyus dell'impero. I quattro apukuna formavano un consiglio imperiale inca, e passavano nella corte la maggior parte del tempo. Il termine è stato storicamente usato come titolo onorifico, come nel caso di Apu Qun Tiqsi Wiraqutra e Atahualpa Apu-Inca
- (Come aggettivo) Forte, potente, ricco, supremo
- L'essere di luce che abita alcune montagne speciali. Questi spiriti vivono sia nei mondi medi che in quelli superiori, e possono intercedere per l'umanità

## Apu di Cusco
I dodici apu sacri di Cusco sono: Ausangate, Salkantay, Mama Simona, Pikol, Manuel Pinta, Wanakauri, Pachatusan, Pijchu, Sacsayhuamán, Viracocha, Pukin e Senq'a.
Altri apu sono: Akamari, Illampu, Signora degli Illimani, Machu Picchu, Pitusiray, Putu Cusi, Tunupa, Wakac Willka, Huayna Picchu e Yanantin.